# ديفيد رايموند كورتيس
ديفيد رايموند كورتيس (بالإنجليزية: David Raymond Curtiss)‏ هو رياضياتي أمريكي، ولد في 12 يناير 1878 في دربي في الولايات المتحدة، وتوفي في 29 أبريل 1953 في ريدلاندس في الولايات المتحدة بسبب تسمم بأحادي أكسيد الكربون.